# Жак, Генрих
Генрих Жак (нем. Heinrich Jaques; 24 февраля 1831, Вена — 25 января 1894, там же) — австрийский юрист и политик, адвокат по профессии. С 1879 представитель Вены в рейхсрате, где примкнул к конституционной партии.

## Биография
Согласно ЕЭБЕ: «...избранный в рейхсрат, где он заседал в течение нескольких легислатур, он проводил законы об освобождении от прямых налогов лиц, имеющих доход меньше определенного minimum'a, что доставило ему популярность среди мелкой буржуазии и чиновников, вообще враждебно настроенных против евреев. Ж. принадлежал к немногим австрийским депутатам, открыто выступавшим в пользу евреев.»

## Сочинения
- «Theorie und Praxis im Civilrecht» (1857)
- «Denkschrift über die Stellung der Juden in Oesterreich» (4 изд., 1859)
- «Unterrichtsrath und Unterrichtswesen in Oesterreich» (1863)
- «Revolution und Reaktion in Oesterreich 1848-59» (1867)
- «Die Wuchergesetzgebung und das Zivil— und Strafrecht» (1867)
- «Abhandlungen zur Reform der Gesetzgebung» (1874)
- «Eisenbahnpolitik und Eisenbahnrecht in Oesterreich» (1878)
- и др.